# Attelage (astronautique)
Pour les articles homonymes, voir attelage.
L'attelage, dans le domaine de l'astronautique, est soit l'amarrage d'engins spatiaux dont l'un au moins est un véhicule destiné à remorquer les autres, soit le dispositif servant à cette opération.
L'emploi du terme arrimage est à éviter pour désigner cette opération.
Les termes correspondant en anglais sont docking (premier sens) et docking unit (deuxième sens).

## Référence
Droit français : arrêté du 20 février 1995 relatif à la terminologie des sciences et techniques spatiales.